# Darlene Pereira
Darlene Torrada Pereira (Rio Grande, 2 de abril de 1962) é uma assistente social, servidora pública e política brasileira, filiada ao Partido dos Trabalhadores (PT), prefeita do município de Rio Grande, que governa desde 2025.
Primeira mulher eleita prefeita do município de Rio Grande, Darlene recebeu 48 141 votos, correspondentes a 49,13% dos votos válidos, na eleição municipal realizada em 6 de outubro de 2024, seguida do candidato à reeleição, Fábio Branco, este com 34,12%.
Bacharela em assistência social e mestra em desenvolvimento social pela Universidade Católica de Pelotas (UCPel), Darlene é servidora pública federal aposentada, tendo ocupado o cargo de Técnica Administrativa em Educação da Universidade Federal do Rio Grande (FURG).
Na FURG, foi pró-reitora de Assuntos Comunitários e Estudantis, pró-reitora de Extensão e Cultura e pró-reitora de Assuntos Estudantis. Foi homenageada na 14.ª edição da Mostra de Produção Universitária (MPU), realizada pela FURG, pelos serviços prestados às atividades de extensão na Universidade.
Após atuar como Chefe do Gabinete de Programas e Projetos Especiais da Prefeitura de Rio Grande, durante a gestão de Alexandre Lindenmeyer, foi candidata a prefeita na eleição municipal de 2020, obtendo 35,19% dos votos válidos, oportunidade em que foi derrotada por Fábio Branco (MDB).
Em 2024, voltou a disputar o cargo de prefeita pelo PT, após a desistência do advogado Halley Lino de Souza, candidato original.